# PKP Cargo Logistics
Uzasadnienie: dubel, brak przesłanek samodzielnej encyklopedyczności
Grupa PKP Cargo Logistics – polska grupa kapitałowa, jeden z kolejowych przewoźników towarowych w Polsce i drugi co do wielkości operator w Unii Europejskiej. Grupa powstała w 2001 roku.
W skład Grupy PKP Cargo Logistics wchodzi spółka PKP Cargo oraz 22 spółki zależne, które zajmują się usługami spedycyjnymi, logistycznymi, usługami przeładunkowymi, naprawą taboru wagonowego i trakcyjnego oraz obsługą bocznic kolejowych.
W zakresie usług logistycznych grupa wykorzystuje transport lądowy (kolejowy i samochodowy) oraz morski (promy).
Grupa posiada największą flotę kolejowego taboru towarowego w Polsce. Dziennie przewoźnik uruchamia średnio 1 tys. pociągów i obsługuje około 10 tys. klientów. Świadczy samodzielne przewozy towarowe na terenie Słowacji, Czech, Niemiec, Austrii, Belgii i na Węgrzech.
W 2012 roku Grupa PKP Cargo Logistics osiągnęła 5,2 mld zł przychodów i 267 mln zł zysku netto, przewożąc 117 mln ton ładunków.
30 października 2013 roku PKP Cargo S.A., jedna ze spółek grupy, a przy tym spółka nadzorująca, zadebiutowała na Giełdzie Papierów Wartościowych w Warszawie, stając się pierwszym kolejowym przewoźnikiem towarowym w Unii Europejskiej notowanym na giełdzie. Wartość oferty publicznej, w której PKP S.A. sprzedało niemal 50 proc. akcji PKP Cargo S.A., wyniosła 1,42 mld zł. Spółka obecnie wchodzi w skład indeksu mWIG40. Głównym jej akcjonariuszem pozostaje PKP S.A.

## Działania CSR
Grupa PKP Cargo Logistics prowadzi aktywną działalność z zakresu CSR. Stosuje standardy odpowiedzialnej polityki pracowniczej, realizuje szereg działań na rzecz ochrony środowiska, jest także mecenasem zabytków techniki kolejowej, zgromadzonych m.in. w unikalnej na skalę europejską Parowozowni Wolsztyn. Grupa została wyróżniona w 2013 roku przez tygodnik Wprost „za troskę o zabytki polskiego kolejnictwa”.

## Spółki wchodzące w skład grupy
- CARGOSPED – obsługa przewozów intermodalnych wykorzystująca wszelkie dostępne gałęzie transportu: kolejowy, drogowy, morski. Spółka zarządza terminalami kontenerowymi (Gliwice, Kobylnica, Mława, Warszawa), jak i terminalem masowym na granicy z obwodem królewieckim (CARGOSPED Terminal Braniewo).
- PS Trade Trans Sp. z o.o. – międzynarodowy operator logistyczny świadczący kompleksowe usługi w zakresie transportu, przeładunków, magazynowania i usług celnych. Posiada także infrastrukturę logistyczną, zapewniającą obsługę największych i najtrudniejszych przedsięwzięć transportowych.
- PKP CARGO International – spółka specjalizuje się w organizacji przewozów i spedycji kolejowej na terenie Europy Środkowo-Wschodniej. Docelowo, po uzyskaniu licencji oraz poprzez nabycie lokalnych przewoźników, spółka będzie pełnić rolę przewoźnika kolejowego.
- PKP CARGO Centrum Logistyczne Małaszewicze – centrum powstało w pierwszej połowie 2010 roku na terenach przejścia granicznego Terespol – Brześć (Białoruś). Centrum świadczy usługi w zakresie obsługi granicznej przewozów handlu zagranicznego, realizowanych transportem kolejowym. Obsługuje wymianę handlową głównie pomiędzy krajami Unii Europejskiej a krajami Wspólnoty Niepodległych Państw i Dalekiego Wschodu.
- PKP CARGO Centrum Logistyczne Medyka-Żurawica – utworzone na początku 2011 roku Centrum Logistyczne Medyka-Żurawica położone jest przy granicy z Ukrainą, na przejściu granicznym Medyka – Mościska. Przygotowane jest pod względem technicznym na wykonanie usług przeładunkowych towarów pochodzenia roślinnego i drewna w komunikacji międzynarodowej (import i tranzyt).
- PKP Cargo Service – przedsiębiorstwo zapewnia kompleksową obsługę bocznic kolejowych należących do zewnętrznych podmiotów, przede wszystkim z branży wydobywczej i energetycznej. Realizuje usługi w zakresie kompleksowej obsługi bocznic kolejowych oraz na podstawie posiadanej licencji, przewozy kolejowe rzeczy i usługi trakcyjne.
- PKP CARGOWAG – główny profil działalności spółki to naprawy okresowe wagonów. Spółka powstała w ramach procesu reorganizacji Grupy, w wyniku której nastąpiło połączenie Spółki PKP CARGOWAG z następującymi Spółkami: PKP CARGO WAGON; PKP CARGO WAGON-KRAKÓW; PKP CARGO WAGON-TARNOWSKIE GÓRY; PKP CARGO WAGON-JAWORZYNA ŚLĄSKA; PKP CARGO TABOR-POMORSKI; Gorzów Wagony; WAGREM.
- PKP CARGOLOK – spółka odpowiedzialna za utrzymanie lokomotyw (naprawa, konserwacja). Powstała w ramach procesu reorganizacji Grupy w wyniku połączenia Spółki PKP CARGOLOK ze Spółką PKP CARGO Tabor Ostrów Wielkopolski.
- PKP CARGO Tabor Karsznice – podstawową działalnością spółki jest świadczenie kompleksowych usług w zakresie napraw wszystkich maszyn elektrycznych do lokomotyw elektrycznych i spalinowych, napraw zestawów kołowych.